# 월포초등학교 (경북)
월포초등학교는 대한민국 경상북도 포항시 북구에 있는 공립 초등학교이다.

## 학교 연혁
- 1950.03.13 월포국민학교 개교
- 1981.03.05 월포초등학교 병설유치원 개원
- 1996.03.01 월포초등학교로 개칭
- 1996.03.01 이가초등학교 통합
- 2014.02.19 제64회 졸업식(졸업생 총 3,306명)
- 2015.03.01 제25대 윤춘식 교장선생님 취임
- 2015.03.01 초등5학급(특수1학급 포함). 유치원 1학급 편성

## 참고 자료
- 월포초등학교 - 한국교육학술정보원 학교알리미